# がん保険
がん保険（がんほけん）とは、日本における民間医療保険のうち、癌のみを対象として保障を行うもの。癌と診断された場合や、癌により治療を受けた場合に給付金が支払われる商品が多い。保険業法上は第三分野保険に分類される。脳卒中や心筋梗塞を対象とした保険とともに特定疾病保険と呼ばれることもある。

## 概要
日本では国民皆保険であり、大多数の癌治療は国民健康保険に代表される公的医療保険の対象となっている。従って、民間によるがん保険の役割は公的医療保険の補完的なものとなる。公的医療保険が定める自己負担分の補填、通院のための交通費や入院中の差額ベッド代の補填、さらには診断に対する「見舞い金」名目などが給付の趣旨となる。日本の公的医療保険では、高額療養費の支給により高額医療における患者自己負担額の上限は大幅に抑制（一例として、住民税非課税者の実質自己負担額は最大で月額35,400円を超えない）されており、「民間医療に未加入のために、標準的な癌治療が受けられない」、もしくは「癌治療のために破産する」といった米国などの状況とは異なる。
日本におけるがん保険は、アメリカ合衆国のアメリカンファミリー生命保険会社（アフラック）が、1974年11月に発売したのが初めてとされる。これには日本のアフラックの設立者であった大竹美喜が、大蔵省出身の福田赳夫、大東亜省出身であり当時の「金融界のフィクサー」であった常盤橋経済研究所の大橋薫を動かして大蔵省、厚生省と折衝を重ね2年半かけてようやく認可を取得した。
その後、がん保険などの第三分野の保険は、中小の国内生保や外資生保によって主に販売されてきた。特に1974年（昭和49年）の創業以来、がん保険を主力としてきたアメリカンファミリー生命保険（現アフラック生命保険）は、その販売シェアを一時85%以上（1999年）まで伸ばした時期もある。
1996年の日米保険協議では、生保の損保子会社による傷害保険の販売は1997年1月から解禁するが、損保の生保子会社による医療・がん保険の販売は激変緩和措置として遅くとも2001年までに実施する旨合意された。自由化の期限を迎えた2001年1月に大手生保と損保の生保子会社による販売が解禁され、続いて同年7月に大手損保の販売が解禁され、完全な自由化が実現した。現在は、多数の外資系・国内系の保険会社が多様ながん保険を販売している。
保険料は年間一定額まで生命保険料控除の対象となり、区分は介護・医療保険料控除となる。

## がん保険の種類
日本におけるがん保険は現在、生命保険各社から様々な商品が販売されている。
以下に挙げる商品特徴は概要的なものである。
- 入院日額給付…がん治療のための入院日数に応じて一日あたり幾らという給付を行うもの。がん保険の主契約となっていることが多い。
- 手術給付…がん治療のための手術を行った場合に給付されるもの。手術内容によって給付額が異なる。日額給付とセットになっていることが多い。
- 診断給付…会社所定のがんと診断されると一時金として給付されるもの。検査や治療、通院などの経済的な心配を診断されると給付されることで緩和することも目的としてある。
- 通院給付…会社所定の給付要件を満たしていればがん治療による通院でも給付をされるもの。特約で提供されていることが多い。
- 放射線治療給付…会社所定のベクレル数を超える放射線治療を行う場合に給付されるもの。特約で提供されていることが多い。

がんの定義は保険会社各社によって異なり、例えば上皮内新生物などをがんとして全額給付をする保険会社もあれば、10%給付や全く給付されない保険会社もある。給付要件が広いほど保険料は高額になり、また再発した場合が給付要件となるかによっても保険料は変化する。

## CMについて
日本人の二人に一人はがんになるといううたい文句でCMがなされているが同じ出典によると実際は50歳前後では95-98%はガンとは無縁、64歳でも90%は無縁であるという統計が出ている。